# Adolf Schmal

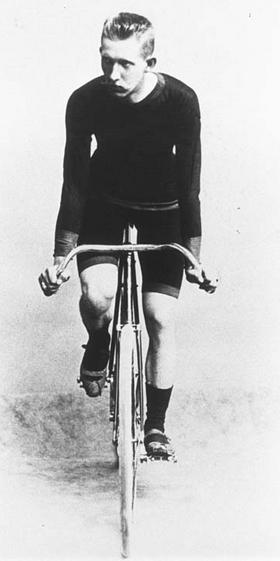
Adolf Schmal (1896)

Adolf Schmal, auch Adolf Schmal-Filius, (* 18. September 1872 in Dortmund; † 28. August 1919 in Salzburg) war ein österreichischer Fecht- und Radsportler, Journalist und Autor. Er propagierte den Automobilismus in seinem Heimatland und war 1896 der erste und bis 2021 einzige österreichische Olympiasieger und Medaillengewinner im Radsport.

## Biographie

### Familie und Herkunft
Adolf Schmal war ein Sohn des Journalisten Johannes Adolf Schmal; er hatte fünf Brüder und eine Schwester. Zwei seiner Brüder waren der spätere Journalist und Sportfunktionär Felix Schmal (1876–1927) und der Journalist Erich Schmal (1886–1964). Der Vater stammte aus dem Rheinland und machte mehrere Reisen nach Kleinasien; er schrieb Reiseberichte, aber auch Gedichte, Märchen und Theaterstücke. Nach dem Deutsch-Französischen Krieg (1870/71) wurde er Redakteur bei der Westfälischen Zeitung; in dieser Zeit wurde sein Sohn Adolf in Dortmund geboren. Ende der 1870er Jahre übernahm der Vater die Leitung des Feuilletons der Deutschen Zeitung, ab 1880 war er für die Post tätig. 1886 zog die Familie nach Wien. Schon bald trat der Sohn in die journalistischen Fußstapfen seines Vaters. Um nicht mit diesem verwechselt zu werden, publizierte er unter dem lateinischen Pseudonym Filius (Sohn). Später änderte er seinen Namen in Schmal-Filius.
Schmal besuchte die Handelsschule und studierte anschließend Deutsch und Englisch an der Universität Wien.

### Sportliche Laufbahn
1893 wurde Adolf Schmal Mitglied des Wiener Akademisch-technischen Radfahrvereins. Im Jahr darauf kündigte er einen Rekordversuch über die Strecke Wien-Paris an, in Antwort auf die Ankündigung des französischen Radsportlers Edouard de Perrodil diese 1300 Kilometer lange Tour in umgekehrter Richtung in vier- und fünfeinhalb Tagen zu bewältigen. Franz Gerger bot sich als Schrittmacher an, mit dem Ziel, die Fahrt von Paris aus gemeinsam mit de Perrodil nochmals zu bestreiten. Schmal startete am 1. April 1894 mit einem geliehenen Styria-Rad und berichtete der jungen Zeitschrift Radfahr-Sport regelmäßig von unterwegs. Er benötigte für die Strecke fünf Tage und 13 Stunden, doch schon zwei Wochen später unterbot Gerger diese Leistung mit vier Tagen und 19,5 Stunden.
Die Entscheidung Österreichs, Sportler zu den Olympischen Spielen 1896 in Athen zu entsenden, fiel kurzfristig und erst nachdem im Februar des Jahres ein Zeitungsartikel dazu von Constantin Christomanos, dem früheren Vorleser von Kaiserin Elisabeth, erschienen war. Ein Komitee übernahm die Reisekosten, und Adolf Schmal wurde für die Fecht- und die Radsportwettbewerbe als einer von drei Sportlern nominiert. Zudem sollte er als Journalist über die Spiele berichten.
Im Olympischen Säbel-Fechtturnier 1896 lag Adolf Schmal bereits mit zwei Siegen in Führung, als der griechische König ins Stadion kam. Um diesem die Beobachtung des gesamten Turniers zu ermöglichen, wurden alle Wettkämpfe annulliert und neu ausgetragen. In diesem zweiten Durchgang verlor Schmal die beiden Kämpfe und wurde letztlich nur Vierter. Bei den Radsportwettbewerben sicherte er sich zunächst im Velodrom Neo Faliro an einem Tag zwei dritte Plätze im Sprint über 333 und über 10.000 Meter. Zwei Tage später folgte der Sieg im 12-Stunden-Rennen; dabei legte er 314,997 Kilometer zurück. In seinen Erinnerungen „Wie ich einen olympischen Lorbeer verlor – und einen gewann“ beschrieb er den Verlauf des eher eintönigen Rennens, das mit Schrittmacher durchgeführt wurde. Danach nutzte er die frühen Morgenstunden und die wachsende Unlust seiner Konkurrenten, um eine Runde Vorsprung herauszufahren, die er bis ins Ziel verteidigen konnte. Nachdem sich nur noch Schmal und der Brite Frederick Keeping Hoffnung auf einen Sieg machten konnten, einigten sich beide auf eine Pause. Schmal umrundete in diesen zwölf Stunden 886 Mal die Radrennbahn und fuhr insgesamt 295,3 Kilometer. In den damalige Tageszeitungen – insbesondere in der „Allgemeine Sport-Zeitung“ (ASZ) – findet man danach sogar Inserate die mit seinem Sieg Reklame machen (Abbildung hier ): Hervorgehoben wird dort, dass Adolf Schmal auf einem Waffenfabriksrad der Firma „Swift-Steyr“ bzw. mit Reifen von „Continental-Pneumatic“ der Gummifabrik-Actiengesellschaft in Athen gewonnen habe. Das Radfahren boomte damals in Wien, Reklame mit einem Olympiasieg förderte zumindest in Insiderkreisen das Geschäft.

### Berufliches

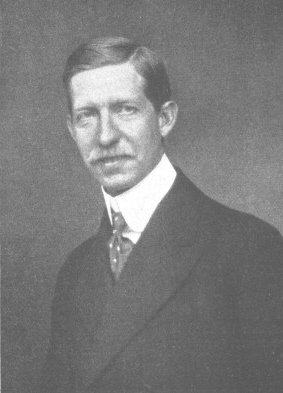
Schmal-Filius (vor 1919)

Anschließend begann Adolf Schmal, sich für Autos zu interessieren. Im Frühjahr 1899 machte er erste Fahrversuche mit einem motorisierten Dreirad, und am 14. Mai des Jahres wurde vermeldet, dass der Journalist Filius die 200 Kilometer lange Strecke von Wien nach Graz in acht Stunden und 56 Minuten befahren habe, mit einer Durchschnittsgeschwindigkeit von 22,4 Kilometer pro Stunde.
Unter dem Pseudonym „Filius“, später Schmal-Filius, wurde Schmal einer der bekanntesten österreichischen Motorjournalisten um die Jahrhundertwende. 1897 heiratete er Adolfine Wachuda, „Dolfa“ genannt. Er fungierte als Herausgeber der Illustrierten Allgemeinen Radfahrerzeitung, gründete mit Felix Sterne die von 1900 bis 1919 bestehende Allgemeine Automobil-Zeitung, eine Wochenzeitung, und publizierte frühe Autoreiseführer und technische Ratgeber. Sterne fungierte als Chefredakteur, Schmal als „rasender Reporter“. In dieser Funktion besuchte Schmal Auto-Salons in ganz Europa, um sich über die neuesten technischen Entwicklungen zu informieren. Er engagierte sich für die Akzeptanz des Autos in der Bevölkerung, die den neuen Fahrzeugen zunächst skeptisch gegenüberstand. 1901 strengte er nach einem Unfall mit einem Pferdegespann einen Musterprozess an, um die grundsätzliche Verantwortlichkeit von Autofahrern zu klären: Obwohl er die Hupe betätigt hatte, war es zum Zusammenstoß gekommen.
1902 bestritt Adolf Schmal mit einem Motorrad eine „Tausend-Kilometer-Fahrt“ durch Österreich. Er prophezeite, dass aus jedem Radfahrer ein Motorradfahrer werden würde, sobald er das Geld habe, eines zu kaufen. Er regte Alpen-Tourenfahrten an, die vom Österreichischen Touring-Club organisiert wurden und sich zu den bedeutendsten Wettbewerben für Tourenwagen entwickelten. „Filius“ selbst nahm an jeder Rallye teil, als Aktiver, Reporter und Fotograf. Er ging auf Entdeckungsreisen, die er in seinen Büchern schilderte, so etwa 2000 Kilometer weit durch Bosnien und Herzegowina sowie durch Dalmatien. 1914 folgte eine automobilistische Reisebeschreibung durch Ungarn. „Profunde Fachkenntnis und der verständliche, angenehm lesbare Schreibstil („Filius-Note“) machten S. zum wohl bekanntesten Fachschriftsteller des Automobilismus in Österreich-Ungarn sowie er (nach V. Silberer) als der profilierteste österr. Sportjournalist seiner Zeit anzusehen ist“, schrieb das Österreichische Biographische Lexikon.
Nach Kriegsende verbrachte Schmal-Filius 1919 den ersten Sommerurlaub mit Frau und Sohn ohne Auto in Bayern. Auf der Rückfahrt nach Wien geriet die Familie am 28. August 1919 auf dem Bahnhof in Salzburg in ein Gedränge mit Flüchtlingen. „Filius“ stürzte zu Boden und starb im Alter von 46 Jahren an einem Herzschlag. Adolf Schmal ist begraben am Dornbacher Friedhof in Wien (Gruppe 2, Nr. 62).
Schmals Witwe Adolfine („Dolfa“) gründete 1928 den Automobil-Fachverlag „Filius-Verlag“, der bis 1937 bestand. Dolfa Schmal starb 1965 und wurde neben ihrem Mann beerdigt. Heute sind dort auch ihr Sohn Johannes († 1976) und dessen Frau Gertrud († 2000) bestattet – in der Gräbersuche der Friedhöfe Wien sind sie mit dem Namen Schmal-Filius verzeichnet.

## Werke
- Das Handbuch des Motorzweirad-Fahrers. 1904.
- Ohne Chauffeur. Ein Handbuch. 1904.
- Tagebuchskizzen einer Automobil-Alpenreise durch Oesterreich, Italien, Frankreich und die Schweiz. 1910.
- Vier Wochen im Automobil. 1912.
- Die Kunst des Fahrens. 1916.
- Elmar Samsinger (Hrsg.): Eine Automobil-Reise durch Bosnien, die Hercegovina und Dalmatien. Löcker Verlag, Wien 2012, ISBN 978-3-85409-596-5. (Reprint der Originalausgabe von 1908) : Adolf Schmal-Filius: Eine Automobil-Reise durch Bosnien die Hercegovina und Dalmatien. - freies Downloadexemplar